# Film di Detective Conan
Detective Conan è un manga creato da Gōshō Aoyama e pubblicato in Giappone da Shogakukan, nella rivista Weekly Shōnen Sunday.
Grazie al grande successo ottenuto in patria dalla serie, a partire dal 1997, l'anno successivo alla creazione della versione animata, è cominciata la produzione da parte della TMS Entertainment di lungometraggi animati, distribuiti nelle sale giapponesi a cadenza annuale nel mese di aprile. Al 2016 ne erano già stati prodotti venti, quattordici dei quali doppiati in italiano, con un guadagno per la serie di circa 44 miliardi di yen (circa 360 milioni di euro) solamente con gli incassi dei film prodotti.
I registi sono: Kenji Kodama per i film fino al settimo, Yasuichirō Yamamoto dall'ottavo al quattordicesimo, Kōbun Shizuno dal quindicesimo, anche se Yamamoto rimane nei film dal quindicesimo in poi come supervisore.
Le trame, nonostante siano tutte molto varie, hanno in comune il fatto di sfruttare al massimo le potenzialità delle sale cinematografiche, con numerose scene d'azione. Pur non essendoci mai coerenza nelle ambientazioni temporali di Detective Conan visto che i personaggi non invecchiano, i film utilizzano come anno la prima proiezione, come gli episodi della serie televisiva.
Nel secondo film e in tutti quelli dal settimo al diciottesimo, escluso il sedicesimo, il titolo originale è formato da una parola in giapponese, dalla particella no (の?) e da una parola in inglese, scritta però con i kanji della parola giapponese corrispondente e un furigana che ne modifica la pronuncia.
Dal 2008 al 2012 sono stati prodotti degli OAV collegati ai film, usciti nello stesso giorno di questi ultimi. Dal dodicesimo al quindicesimo film erano chiamati Magic File: il Magic File 1 era una raccolta di episodi della serie televisiva pubblicata nel 2007, mentre il Magic File 2, il Magic File 3 e il Magic File 4 sono gli OAV collegati rispettivamente al dodicesimo, al tredicesimo e al quattordicesimo film, e quello del quindicesimo film è chiamato Magic File 2011. L'OAV collegato al sedicesimo film è invece chiamato Bonus File. Il quarto film, invece, ha come sequel il secondo OAV fra quelli della serie regolare di Weekly Shōnen Sunday. Il diciassettesimo e il diciottesimo film sono invece collegati a episodi della serie televisiva.
Oltre alla normale serie di film che escono in aprile, il 7 dicembre 2013 è uscito un film crossover con l'anime Lupin III, intitolato Lupin Terzo vs Detective Conan, che è il seguito del crossover televisivo Lupin III vs Detective Conan, trasmesso nel 2009.
Con i fotogrammi di ogni film viene inoltre realizzato un anime comic in due volumi, pubblicato da Shogakukan. Dal terzo, dal tredicesimo, dal primo, dal diciottesimo e dal quinto film, nonché dal film crossover, sono stati tratti anche dei manga.

## Edizioni italiane
L'unico film distribuito nei cinema con doppiaggio in italiano è il crossover Lupin Terzo vs Detective Conan, da Lucky Red il 10 e l'11 febbraio 2015. Altri film sono stati doppiati dalla Merak Film di Milano a partire dal 2005 solo per la trasmissione televisiva: i primi tredici sono stati trasmessi in Italia dalle reti Mediaset, mentre il sedicesimo sul canale Super! della De Agostini. Il secondo film è stato proiettato con audio giapponese e sottotitoli in italiano al San Marino Animæ Festival di Città di San Marino ogni giorno dal 7 al 9 dicembre 2012. Prima della distribuzione doppiata, anche il film crossover era stato proiettato due volte al cinema con audio giapponese e sottotitoli in italiano, con il titolo Lupin Terzo vs. Detective Conan - Il film, rispettivamente l'11 maggio 2014 a Firenze e il 14 maggio dello stesso anno a Milano, come parte della rassegna di cinema giapponese Wa! Japan Film Festival.
Il ventisettesimo lungometraggio, Il pentagramma da un milione di dollari, è arrivato in Italia tramite un'unica proiezione sottotitolata, avvenuta presso il Cinema Multisala Massimo di Lecce, il 14 settembre 2024 alle ore 17:45, all'interno della rassegna ALFEST (Asia Lover Film&Music Festival) di Lecce.

## Lista dei film
| Nº  | Titolo italiano Giapponese 「Kanji」 - Rōmaji - Traduzione letterale | Prima visione                                                                     | Prima visione                                                              |
| Nº  | Titolo italiano Giapponese 「Kanji」 - Rōmaji - Traduzione letterale | Giapponese (cinematografica) Incasso in miliardi di yen (posizione in classifica) | Italiano (televisiva)                                                      |
| 1   | Detective Conan - Fino alla fine del tempo 「名探偵コナン 時計じかけの摩天楼」 - Meitantei Konan - Tokei-jikake no matenrō – "Detective Conan - Il grattacielo a orologeria" | 19 aprile 1997 0,17 (non classificato)                                            | dal 24 al 28 ottobre 2005 (Italia 1, diviso in cinque parti)               |
| 1   | Conan riceve un invito di partecipazione a una festa di un famoso architetto. Quest'ultimo si scopre poi essere un dinamitardo che ha posizionato delle bombe nelle sue opere architettoniche. Una delle costruzioni però, è il grattacielo nel quale si trova Ran, che avrebbe dovuto recarsi a un appuntamento con Shinichi. Per salvare la vita della ragazza si reca nel posto e scavando in mezzo alle macerie riesce a dare istruzioni a Ran per disattivare la bomba. |                                                                                   |                                                                            |
| 2   | Detective Conan - L'asso di picche 「名探偵コナン 14番目の標的（ターゲット）」 - Meitantei Konan - Jūyon-banme no target (tāgetto) – "Detective Conan - Il quattordicesimo bersaglio" | 18 aprile 1998 1,05 (7)                                                           | 27 dicembre 2005 (IT!)                                                     |
| 2   | Ran riesce a ricordare, attraverso un sogno, un episodio della sua infanzia nel quale osserva il padre ferire la madre con un colpo di pistola. Mentre Ran tenta di spiegarsi quel gesto, un misterioso individuo pare avere del rancore verso Kogoro, al punto di attentare alla vita delle persone che conosce. Gli unici indizi che riconducono all'assassino sono delle carte da poker lasciate di volta in volta in prossimità delle vittime, con il particolare che il numero indicato sulla carta è contenuto nel nome stesso della vittima. Il numero 1 - l'asso di picche - rappresenta proprio Shinichi. |                                                                                   |                                                                            |
| 3   | Detective Conan - L'ultimo mago del secolo 「名探偵コナン 世紀末の魔術師」 - Meitantei Konan - Seikimatsu no majutsushi – "Detective Conan - Il mago di fine secolo" | 17 aprile 1999 1,45 (5)                                                           | 29 dicembre 2005 (IT!)                                                     |
| 3   | Kaito Kid (nell'edizione italiana del film chiamato "Furto Kid") ha inviato alla polizia un messaggio in cui annuncia che cercherà di impadronirsi di una scultura attribuita a Fabergé e appartenuta alla dinastia Romanov, ritrovata poi nella corporazione Suzuki a Osaka. Kogoro fa parte della squadra di sorveglianza e Conan lo segue. Ma Kaito non è il solo intenzionato a rubare la scultura. In questo film, grazie all'aiuto del ladro, Conan riesce a nascondere la sua identità a Ran. |                                                                                   |                                                                            |
| 4   | Detective Conan - Solo nei suoi occhi 「名探偵コナン 瞳の中の暗殺者」 - Meitantei Konan - Hitomi no naka no ansatsusha – "Detective Conan - L'assassino negli occhi" | 22 aprile 2000 2,5 (4)                                                            | 26 dicembre 2005 (IT!)                                                     |
| 4   | Alcuni ufficiali di polizia vengono uccisi da uno sconosciuto, mentre l'agente Sato viene quasi assassinata dallo stesso omicida; l'unica testimone oculare è Ran, che tuttavia per lo shock subìto soffre di amnesia. Conan è quindi costretto a scoprire l'assassino prima che possa attentare alla vita di Ran, e allo stesso tempo a proteggere la sua identità. |                                                                                   |                                                                            |
| 5   | Detective Conan - Trappola di cristallo 「名探偵コナン 天国へのカウントダウン」 - Meitantei Konan - Tengoku e no kauntodaun – "Detective Conan - Conto alla rovescia verso il Paradiso" | 21 aprile 2001 2,90 (7)                                                           | 5 marzo 2005 (Italia 1)                                                    |
| 5   | Conan e gli altri devono risolvere i delitti che si celano dietro la costruzione delle due torri di West Tama City. Tutti gli indizi conducono a un serial killer. Inoltre, all'inaugurazione delle torri, i ragazzi si ritrovano intrappolati nell'edificio in fiamme mentre Gin e Vodka tramano nell'ombra. |                                                                                   |                                                                            |
| 6   | Detective Conan - Il fantasma di Baker Street 「名探偵コナン ベイカー街（ストリート）の亡霊」 - Meitantei Konan - Beikā Sutorīto no bōrei – "Detective Conan - Il fantasma di Baker Street" | 20 aprile 2002 3,40 (2)                                                           | 30 dicembre 2005 (IT!)                                                     |
| 6   | Alla presentazione di un nuovissimo e futuristico software in cui il giocatore si immedesima direttamente nel videogioco, l'intelligenza artificiale "Arca di Noè" assume il controllo del computer principale e minaccia di uccidere i bambini scelti per testare il video game. Conan, Ran, Ai e i giovani detective si ritrovano così nella Londra di Sherlock Holmes, sulle tracce del misterioso Jack lo Squartatore. |                                                                                   |                                                                            |
| 7   | Detective Conan - La mappa del mistero 「名探偵コナン 迷宮の十字路（クロスロード）」 - Meitantei Konan - Meikyū no crossroad (kurosurōdo) – "Detective Conan - L'incrocio del labirinto" | 19 aprile 2003 3,20 (3)                                                           | 5 ottobre 2009 (Hiro)                                                      |
| 7   | Conan investiga sull'omicidio di cinque uomini membri della "Genjibotaru", un gruppo di ladri di opere d'arte e reperti antichi. |                                                                                   |                                                                            |
| 8   | Detective Conan - Il mago del cielo d'argento 「名探偵コナン 銀翼の奇術師（マジシャン）」 - Meitantei Konan - Gin'yoku no magician (majishan) – "Detective Conan - Il mago dalle ali d'argento" | 17 aprile 2004 2,80 (6)                                                           | 12 ottobre 2009 (Hiro)                                                     |
| 8   | Kaito Kid ha intenzione di trafugare un prezioso anello con zaffiro di proprietà di un'attrice. Kogoro è chiamato in causa e Conan è con lui; Kid si traveste da Shinichi, ma il reale ragazzo, tra numerose difficoltà, riesce a impedire il furto. Durante un viaggio in aereo con Conan, Kogoro, Ran, Sonoko, Agasa e i Detective Boys, l'attrice viene avvelenata, e Conan e Kid si ritrovano a fare squadra per pilotare l'aereo (i piloti stessi erano stati intossicati per errore). |                                                                                   |                                                                            |
| 9   | Detective Conan - La strategia degli abissi 「名探偵コナン 水平線上の陰謀（ストラテジー）」 - Meitantei Konan - Suiheisenjō no strategy (sutoratejī) – "Detective Conan - La strategia sul pelo dell'acqua" | 9 aprile 2005 2,15 (11)                                                           | dall'8 al 12 giugno 2012 (Italia 2, diviso in cinque parti)                |
| 9   | I protagonisti sono su una nave da crociera in cui viene commesso un duplice omicidio. La nave sta per affondare e Ran rischia la vita; Conan e Kogoro riescono a salvarla. |                                                                                   |                                                                            |
| 10  | Detective Conan - Requiem per un detective 「名探偵コナン 探偵たちの鎮魂歌（レクイエム）」 - Meitantei Konan - Tantei-tachi no requiem (rekuiemu) – "Detective Conan - Il requiem dei detective" | 15 aprile 2006 3,03 (10)                                                          | dal 13 al 17 giugno 2012 (Italia 2, diviso in cinque parti)                |
| 10  | Un cliente invita Kogoro e la sua famiglia, compresi i Giovani Detective, a raggiungerlo in un hotel di un grande parco divertimenti. Qui un uomo che si presenta come collaboratore del cliente di Kogoro, distribuisce a ogni presente un braccialetto per entrare nel parco. L'investigatore e Conan, che viene trattenuto assieme a Kogoro nell'hotel, capiscono che il braccialetto è in realtà una bomba che si attiva nel momento in cui la persona che lo indossa esce dall'area del luna park. Per salvare la vita a Ran e ai bambini, Conan deve risolvere il mistero utilizzando alcuni indizi, che lo porteranno a risolvere un caso di rapina e omicidio avvenuti poco tempo prima. |                                                                                   |                                                                            |
| 11  | Detective Conan - L'isola mortale 「名探偵コナン 紺碧の棺（ジョリー・ロジャー）」 - Meitantei Konan - Konpeki no Jolly Roger (Jorī Rojā) – "Detective Conan - Il Jolly Roger nel profondo azzurro" | 21 aprile 2007 2,53 (10)                                                          | dal 3 al 7 giugno 2012 (Italia 2, diviso in cinque parti)                  |
| 11  | Un cacciatore di tesori viene assassinato; al contempo i protagonisti vengono a conoscenza di un presunto bottino lasciato su un'isola giapponese dalla pirata Anne Bonny. |                                                                                   |                                                                            |
| 12  | Detective Conan - La musica della paura 「名探偵コナン 戦慄の楽譜（フルスコア）」 - Meitantei Konan - Senritsu no full score (furu sukoa) – "Detective Conan - Lo spartito del brivido" | 19 aprile 2008 2,42 (10)                                                          | dal 29 maggio al 2 giugno 2012 (Italia 2, diviso in cinque parti)          |
| 12  | Conan cerca di fermare un dinamitardo che vuole uccidere una giovane promessa del mondo della musica, Akiba, facendo esplodere la platea dove si esibirà la cantante. |                                                                                   |                                                                            |
| sp. | Lupin III vs Detective Conan 「ルパン三世VS名探偵コナン」 - Rupan Sansei vāsasu Meitantei Konan – "Lupin III VS Detective Conan" | 27 marzo 2009                                                                     | 15 luglio 2016 (anteprima)                                                 |
| sp. | Quando una regina e un principe muoiono in un incidente di caccia, Conan dovrà risolvere il loro caso. Nel frattempo, Lupin III ha messo gli occhi sulla corona reale. |                                                                                   |                                                                            |
| 13  | Detective Conan - ...e le stelle stanno a guardare 「名探偵コナン 漆黒の追跡者（チェイサー）」 - Meitantei Konan - Shikkoku no chaser (cheisā) – "Detective Conan - L'inseguitore corvino" | 18 aprile 2009 3,50 (6)                                                           | dal 18 al 22 giugno 2012 (Italia 2, diviso in cinque parti)                |
| 13  | Mentre la polizia indaga su degli omicidi plurimi ed è alla ricerca del serial killer, un nuovo membro dell'organizzazione, Irish, infiltrato in centrale riesce a scoprire la vera identità di Conan, mettendo in serio pericolo i conoscenti del giovane detective. |                                                                                   |                                                                            |
| 14  | Detective Conan - La nave perduta nel cielo 「名探偵コナン 天空の難破船（ロスト・シップ）」 - Meitantei Conan - Tenkū no lost ship (rosuto shippu) | 17 aprile 2010 3,20 (10)                                                          | —                                                                          |
| 14  | Conan, Ran, Kogoro, Sonoko, Agasa e i Detective Boys sono su un dirigibile diretto verso Osaka, che verrà però preso d'assalto dall'organizzazione dei siamesi rossi. In questo film compare anche Kaito Kid. |                                                                                   |                                                                            |
| 15  | Detective Conan - Il quarto d'ora di silenzio 「名探偵コナン 沈黙の15分（クォータ）」 - Meitantei Conan - Chinmoku no quarter (kwōta) | 16 aprile 2011 3,15 (8)                                                           | —                                                                          |
| 15  | Questa storia inizia con una minaccia contro il governatore di Tokyo di fare esplodere un tunnel della metropolitana, ma Conan riuscirà a impedire che vengano coinvolte persone nell'esplosione. Conan apprende che potrebbe esserci una connessione con l'esplosione con un villaggio che è stato trasferito per la costruzione di una diga e corre per fermare i criminali prima del prossimo attacco ma per salvare gli abitanti viene travolto da una valanga; i suoi amici devono riuscire a trovarlo in un quarto d'ora (da questo il titolo) |                                                                                   |                                                                            |
| 16  | Detective Conan - L'undicesimo attaccante 「名探偵コナン 11人目のストライカー」 - Meitantei Conan - Jū-ichi ninme no sutoraikā – "Detective Conan - L'undicesimo attaccante" | 14 aprile 2012 3,29 (9)                                                           | 28 gennaio 2013 (Super!)                                                   |
| 16  | L'agenzia investigativa Mori riceve una telefonata da parte di qualcuno che lancia un allarme bomba e lascia un messaggio in codice grazie al quale si può evitare l'esplosione. La bomba si trova nello stadio durante una partita tra i Tokyo Spirits e i Big Osaka. |                                                                                   |                                                                            |
| 17  | Detective Conan - L'investigatore privato nel distante mare 「名探偵コナン 絶海の探偵（プライベート・アイ）」 - Meitantei Conan - Zekkai no private eye (puraibēto ai) | 20 aprile 2013 3,63 (4)                                                           | —                                                                          |
| 17  | Su un incrociatore delle forze di autodifesa giapponesi viene trovato il braccio mozzato di un ufficiale di marina. Sulla nave si trovano Conan, Ran, Kogoro, Sonoko, i Detective Boys e altri civili per assistere a una dimostrazione. Ran si trova in pericolo e Conan dovrà affrontare una spia infiltratasi sulla nave chiamata "X". |                                                                                   |                                                                            |
| sp. | Lupin Terzo vs. Detective Conan - Il film 「ルパン三世VS名探偵コナン THE MOVIE」 - Rupan Sansei VS Meitantei Conan: Za Mūbī – "Lupin III VS Detective Conan: The Movie" | 7 dicembre 2013 42,6 (6)                                                          | 11 maggio 2014 (cinema, sottotitolato) 10 febbraio 2015 (cinema, doppiato) |
| sp. | Lupin III, Il famoso ladro gentiluomo, mette gli occhi su un leggendario grande e prezioso gioiello, il "Cherry Sapphire", e Conan si propone di fermarlo. Dopo l'arrivo della lettera da parte del ladro in cui dichiara ciò che ruberà, gli ispettori Zenigata e Megure si muovono insieme per arrestarlo. Nel frattempo, in Giappone, viene organizzato il concerto di Emilio Baretti, un famoso cantante italiano. Conan si accorge che Lupin e la sua banda si nascondono tra gli organizzatori e che però c'è anche un misterioso uomo in agguato nell'oscurità: Allen Smithy. |                                                                                   |                                                                            |
| 18  | Detective Conan - Il cecchino da un'altra dimensione 「名探偵コナン 異次元の狙撃手（スナイパー）」 - Meitantei Conan - Ijigen no sniper (sunaipā) | 19 aprile 2014 4,11 (7)                                                           | —                                                                          |
| 18  | Mentre Conan, Agasa, Ran, Ai e i Detective Boys partecipano alla cerimonia di apertura della Bell Tree Tower, un grattacielo di Tokyo, un proiettile entra attraverso una finestra e uccide un uomo. Conan individua il cecchino e lo insegue insieme a Masumi Sera con la moto, ma quest'ultimo fa esplodere delle auto della polizia e, in seguito, anche l'FBI viene coinvolto nell'inseguimento. Dopo che il colpevole è sparito in mare, Conan, Sera, la polizia e l'FBI scoprono che esiste uno squadrone speciale della marina militare americana, la Navy Seals. |                                                                                   |                                                                            |
| 19  | Detective Conan - I girasoli infernali 「名探偵コナン 業火の向日葵」 - Meitantei Conan - Gōka no himawari | 18 aprile 2015 4.48 (4)                                                           | —                                                                          |
| 19  | Kaito Kid ha messo gli occhi su uno dei quadri della serie Girasoli, dipinto da Van Gogh, e pare pronto a mettere un sacco di persone in pericolo di vita pur di ottenerlo. Naturalmente è innocente e il vero colpevole vuole che sia condannato al suo posto. |                                                                                   |                                                                            |
| 20  | Detective Conan - L'incubo più buio 「名探偵コナン 純黒の悪夢（ナイトメア）」 - Meitantei Conan - Junkoku no nightmare (naitomea) | 16 aprile 2016 6,33 (3)                                                           | —                                                                          |
| 20  | Una NOC eterocromica viene incaricata dall'Organizzazione nera di fare irruzione nella pubblica sicurezza giapponese e accedere ai file segreti classificati su tutte le spie delle agenzie di intelligence che si sono infiltrate. Messa in fuga da Tooru Amuro dopo averli rubati, Shuichi Akai spara alla macchina facendola finire fuori strada. La donna sopravvive all'esplosione, ma soffre di amnesia e il suo cellulare è rotto. Il giorno dopo, Conan, Ai, Agasa e i Detective Boys si incontrano al Tōto Aquarium, un parco divertimenti rinnovato di recente. Sotto il fulcro del parco, un'enorme ruota panoramica, scoprono la donna ferita. Decidono quindi di starle vicino per aiutarla a recuperare la memoria. In agguato e armata, Vermouth sente tutto e contatta Gin per informarlo che è come previsto.           |                                                                                   |                                                                            |
| 21  | Detective Conan - La lettera d'amore scarlatto 「名探偵コナン から紅の恋歌（ラブレター）」 - Meitantei Conan - Kara kurenai no love letter (raburetā) | 15 aprile 2017 6,89 (1)                                                           | —                                                                          |
| 21  | Un giorno di autunno, alla Nichiuri TV di Osaka, Conan e gli altri incontrano Momiji Ooka, una misteriosa e bella ragazza che dice di essere la promessa sposa di Heiji, dichiaratosi quando era piccolo, e la campionessa liceale di Ogura Hyakunin Isshu. Esplode una bomba e Heiji e Kazuha si salvano per un pelo grazie a Conan. Intanto, in una casa giapponese di Arashiyama, nella periferia di Kyoto, viene trovato assassinato il campione della Coppa Satsuki, che stava guardando un precedente match di Momiji, con diverse carte karuta sparse intorno. Kazuha finisce per dover affrontare la sua rivale in amore nella gara alla finale della Coppa Satsuki, così inizia ad allenarsi con la madre di Heiji, esperta giocatrice di karuta.                                                                               |                                                                                   |                                                                            |
| 22  | Detective Conan - Zero l'Esecutore 「名探偵コナン ゼロの執行人」 - Meitantei Conan - Zero no shikkōnin | 13 aprile 2018 9,18 (2)                                                           | —                                                                          |
| 22  | La nuova struttura "Edge of Ocean" nella baia di Tokyo ospiterà un summit con i vertici della città. Giorni prima di questo incontro internazionale avviene all'improvviso un'esplosione, la quale distrugge l'edificio dove doveva tenersi il summit. Con l'inizio delle indagini da parte della polizia, troviamo l'interferenza di Tooru Amuro, agente della polizia di pubblica sicurezza, con il soprannome di "Zero". Conan viene turbato dal misterioso comportamento di Amuro, che fa le sue mosse in segreto dietro all'incidente. Successivamente nel centro congressi, luogo dell'attentato, le impronte digitali lasciate su una parte di detrito corrispondono a quelle di Kogoro Mori, che era precedentemente parte del dipartimento di polizia metropolitana. Essendo una cospirazione, Conan e Amuro indagano sul caso. |                                                                                   |                                                                            |
| 23  | Detective Conan - Il pugno dello zaffiro blu 「名探偵コナン 紺青の拳（フィスト）」 - Meitantei Conan - Konjō no fist (fisuto) | 12 aprile 2019 9,37 (2)                                                           | —                                                                          |
| 23  | Lo zaffiro più grande del mondo si trova a Singapore e un miliardario ha intenzione di esibirlo all'interno del prestigioso albergo Marina Bay Sands. Tuttavia, il ricco proprietario viene ucciso e lo zaffiro scompare, mentre tutti i sospetti ricadono su Kaito Kid, che però è innocente. Il ladro necessita quindi dell'aiuto di Conan, che però si trova nel suo paese e non può viaggiare su un volo internazionale sotto falso nome. Di conseguenza, non esita a rapirlo e a portarlo sul luogo del misfatto, nascosto dentro una valigia protetta dai controlli, per risolvere definitivamente la situazione. |                                                                                   |                                                                            |
| 24  | Detective Conan - Il proiettile scarlatto 「名探偵コナン 緋色の弾丸」 - Meitantei Conan - Hiiro no dangan | 16 aprile 2021 7,65 (2)                                                           | —                                                                          |
| 24  | Il Giappone sta celebrando l'avvicinarsi degli "World Sports Games", il più grande evento sportivo del mondo che si terrà a Tokyo. Per la cerimonia d'apertura sarà mobilitato niente popodimeno che il "Japan Bullet", il treno più all'avanguardia del mondo, con una velocità massima di 1000 km/h. Durante una festa organizzata dagli sponsor di tale evento si verificano dei rapimenti a discapito di alcune persone di spicco che fanno parte del comitato dell'evento sportivo. Sarà compito di Conan risolvere il mistero, che lo porterà a collegare i precedenti WSG di Boston ai rapimenti. |                                                                                   |                                                                            |
| 25  | Detective Conan - La sposa di Halloween 「名探偵コナン ハロウィンの花嫁」 - Meitantei Conan - Halloween no hanayome | 15 aprile 2022 9,78 (4)                                                           | —                                                                          |
| 25  | Presso l'edificio Shibuya Hikarie si sta svolgendo la simulazione di un matrimonio, con Miwako Sato e Wataru Takagi nel ruolo di sposi. Allo stesso tempo, il criminale di bombardamenti seriali dell'incidente di tre anni fa che ha ucciso Jinpei Matsuda (di cui Miwako era innamorata) scappa. Rei Furuya, che era un compagno di classe di Jinpei all'accademia di polizia, rintraccia il colpevole, ma appare una misteriosa persona in costume che gli attacca un collare bomba al collo. Conan viene a sapere dell'incidente accaduto tre anni fa da Rei e cerca di prevenire altri attentati. |                                                                                   |                                                                            |
| 26  | Detective Conan - Il sottomarino di ferro nero 「名探偵コナン 黒鉄の魚影」 - Meitantei Conan - Kurogane no submarine | 14 aprile 2023 13,88 (2)                                                          | —                                                                          |
| 26  | Sull'isola di Hachijō-jima, a sud di Tokyo, si stanno radunando ingegneri da diversi Paesi per assistere al lancio di un nuovo sistema che consente la connessione dei sistemi di videoriprese delle camere di videosorveglianza di tutto il mondo, oltre al relativo riconoscimento facciale. Vi si reca anche Conan, grazie a un invito di Sonoko; una volta lì, il giovane detective viene informato da Subaru Okiya dell'assassinio di un agente dell'Europol in Germania da parte di Gin, membro dell'Organizzazione nera. Conan si aggira così per la nuovissima struttura dell'isola, proprio quando l'Organizzazione decide di rapirvi un'ingegnera per scovare alcuni preziosi dati all'interno di una sua pennetta USB che potrebbero compromettere l'identità di Ai Haibara.                                                  |                                                                                   |                                                                            |
| 27  | Detective Conan - Il pentagramma da un milione di dollari 「名探偵コナン 100万ドルの五稜星」 - Meitantei Conan - Hyaku-man doru no michishirube | 12 aprile 2024 15,80 (1)                                                          | 14 settembre 2024 (cinema, sottotitolato)                                  |
| 27  | È ambientato ad Hakodate, nella regione dell'Hokkaido, e oltre a Conan vede protagonisti Kaito Kid e Heiji. |                                                                                   |                                                                            |
| 28  | Detective Conan - Il flashback a un occhio solo 「名探偵コナン 隻眼の残像」 - Meitantei Conan: Sekigan no Furasshubakku | 18 aprile 2025                                                                    | —                                                                          |
| 28  | Si svolgerà a Nagano e avrà come protagonisti la polizia locale e Kogoro Mori. |                                                                                   |                                                                            |

## Edizioni home video

### Giappone
In Giappone i film venivano inizialmente pubblicati da Shogakukan in VHS circa un anno dopo l'uscita nei cinema. Il quarto e il quinto film furono poi pubblicati prima in DVD e poi in VHS sempre da Shogakukan, e intanto il 28 marzo 2001 Shogakukan pubblicò in DVD anche i primi tre film. 
Il sesto e il settimo film furono pubblicati da Universal Music Japan prima in DVD, nello stesso anno dell'uscita nei cinema, e poi in VHS, sempre un anno dopo l'uscita cinematografica. Anche l'ottavo film fu pubblicato da Universal in DVD alla fine dell'anno in cui uscì, e poi in VHS, sempre un anno dopo l'uscita cinematografica da Shogakukan. 
Il nono film fu l'ultimo pubblicato da Universal, in DVD alla fine dell'anno d'uscita e in VHS dalla Shogakukan un anno dopo. 
Il decimo film fu l'ultimo ad essere pubblicato in VHS dalla stessa società alla fine del 2006. Quest'ultimo, assieme al dodicesimo film furono pubblicati in DVD alla fine dell'anno d'uscita da Shogakukan in un'edizione a disco singolo e in più in una versione in due dischi. In mezzo fra loro, l'undicesimo film fu pubblicato in DVD per la prima volta da Being, sempre nell'anno stesso dell'uscita nei cinema. 
Il tredicesimo film fu pubblicato da Being, ancora nell'anno dell'uscita cinematografica, in DVD e per la prima volta anche in Blu-ray Disc, lo stesso giorno; solo in DVD uscirono due edizioni, una Standard Edition (スタンダード・エディション?, Sutandādo Edishon) a disco singolo e un'edizione limitata in due dischi detta Special Edition (スペシャル・エディション?, Supesharu Edishon). 
I film dal quattordicesimo in poi sono stati invece pubblicati da Being sia in DVD che in Blu-ray Disc in un'edizione normale detta Standard Edition e in un'edizione limitata in due dischi detta Special Edition, sempre lo stesso giorno e nell'anno dell'uscita cinematografica. 
Fra il 2010 e il 2011 Being ha pubblicato in Blu-ray Disc anche i film precedenti, prima quelli dal settimo al dodicesimo e poi quelli dal primo al sesto, tutti in un'edizione a disco singolo. Il 25 febbraio 2011 è stata pubblicata, sempre da Being, una nuova edizione in DVD a disco singolo dei primi dieci film. Il dodicesimo film è l'unico a non avere un DVD pubblicato da Being.
Legenda: DE = doppia edizione (a disco singolo e in due dischi)
| N° del film | VHS                           | DVD Shogakukan o Universal        | DVD Being             | Blu-ray Disc          |
| ----------- | ----------------------------- | --------------------------------- | --------------------- | --------------------- |
| 1           | 8 aprile 1998 (Shogakukan)    | 28 marzo 2001 (Shogakukan)        | 25 febbraio 2011      | 27 maggio 2011        |
| 2           | 14 aprile 1999 (Shogakukan)   | 28 marzo 2001 (Shogakukan)        | 25 febbraio 2011      | 24 giugno 2011        |
| 3           | 12 aprile 2000 (Shogakukan)   | 28 marzo 2001 (Shogakukan)        | 25 febbraio 2011      | 22 luglio 2011        |
| 4           | 21 aprile 2001 (Shogakukan)   | 24 gennaio 2001 (Shogakukan)      | 25 febbraio 2011      | 26 agosto 2011        |
| 5           | 10 aprile 2002 (Shogakukan)   | 21 dicembre 2001 (Shogakukan)     | 25 febbraio 2011      | 23 settembre 2011     |
| 6           | 9 aprile 2003 (Universal)     | 18 dicembre 2002 (Universal)      | 25 febbraio 2011      | 28 ottobre 2011       |
| 7           | 7 aprile 2004 (Universal)     | 17 dicembre 2003 (Universal)      | 25 febbraio 2011      | 24 dicembre 2010      |
| 8           | 6 aprile 2005 (Shogakukan)    | 15 dicembre 2004 (Universal)      | 25 febbraio 2011      | 24 dicembre 2010      |
| 9           | 9 aprile 2006 (Shogakukan)    | 14 dicembre 2005 (Universal)      | 25 febbraio 2011      | 28 gennaio 2011       |
| 10          | 13 dicembre 2006 (Shogakukan) | 13 dicembre 2006 (Shogakukan, DE) | 25 febbraio 2011      | 25 febbraio 2011      |
| 11          | -                             | -                                 | 23 novembre 2007      | 8 aprile 2011         |
| 12          | -                             | 19 novembre 2008 (Shogakukan, DE) | -                     | 22 aprile 2011        |
| 13          | -                             | -                                 | 25 novembre 2009 (DE) | 25 novembre 2009      |
| 14          | -                             | -                                 | 17 novembre 2010 (DE) | 17 novembre 2010 (DE) |
| 15          | -                             | -                                 | 23 novembre 2011 (DE) | 23 novembre 2011 (DE) |
| 16          | -                             | -                                 | 21 novembre 2012 (DE) | 21 novembre 2012 (DE) |
| 17          | -                             | -                                 | 7 novembre 2013 (DE)  | 7 novembre 2013 (DE)  |

Il film crossover Lupin Terzo vs. Detective Conan - Il film è stato pubblicato da VAP il 4 giugno 2014 in due edizioni in DVD, una a disco singolo detta Tsūjō han (通常版? lett. "Edizione normale") e una in due dischi detta Gōkaban (豪華版? lett. "Edizione deluxe"), e solo in un'edizione in due dischi in Blu-ray Disc.

### Italia
In Italia sono stati pubblicati per l'home video soltanto il primo, il secondo e il sedicesimo film.
Il primo film è stato pubblicato in DVD da Exa Cinema e Fool Frame nel 2007 in un'edizione normale e in più in un'edizione detta Collector's Edition, entrambe a disco singolo. Mentre l'edizione normale contiene solo l'audio italiano in Dolby Digital senza sottotitoli, la Collector's Edition contiene l'audio italiano sia in DTS 5.1 che in Dolby Digital 5.1, l'audio giapponese in Dolby Digital 2.0 e i sottotitoli in italiano, oltre ad avere dei contenuti speciali.
Il secondo film è stato pubblicato in DVD da Exa Cinema e Fool Frame il 22 aprile 2008 solo per il noleggio.
Il sedicesimo film è stato pubblicato in DVD e Blu-ray Disc da Cecchi Gori il 7 novembre 2013. Sia il DVD che il Blu-ray Disc hanno l'audio italiano e quello giapponese, entrambi in Dolby Digital 5.1 o 2.0 nel DVD e in DTS-HD High Res Audio nel Blu-ray Disc, e i sottotitoli in italiano.

## Versioni a fumetti

### Anime comic
Con i fotogrammi di ogni film è stato prodotto un anime comic, pubblicato da Shogakukan in due volumi nell'anno dell'uscita del film. A partire dal 2006 i fumetti sono stati ripubblicati in volume unico, sempre da Shogakukan; gli anime comic del sedicesimo e del diciassettesimo film sono usciti per ora solo in due volumi. Solo per il diciassettesimo film i due volumi dell'unica edizione sono stati pubblicati lo stesso giorno. Fino al decimo film entrambe le edizioni erano intitolate con il titolo del film preceduto da Gekijōban (劇場版? "Il film"); a partire dall'undicesimo le edizioni in due volumi sono intitolate con il titolo del film preceduto da Gekijōban anime comic (劇場版アニメコミック?, Gekijōban anime komikku, "Anime comic del film") e le edizioni in volume unico sempre con il titolo del film preceduto da Gekijōban.
| N° del film | Prima parte (上?, Jō) | Prima parte (上?, Jō)  | Seconda parte (下?, Ge) | Seconda parte (下?, Ge) | Volume unico     | Volume unico           |
| N° del film | Data d'uscita         | ISBN                   | Data d'uscita           | ISBN                    | Data d'uscita    | ISBN                   |
| ----------- | --------------------- | ---------------------- | ----------------------- | ----------------------- | ---------------- | ---------------------- |
| 1           | 18 settembre 1997     | ISBN 4-09-124871-3     | 18 ottobre 1997         | ISBN 4-09-124872-1      | 18 gennaio 2006  | ISBN 4-09-120299-3     |
| 2           | 18 settembre 1998     | ISBN 4-09-124873-X     | 17 ottobre 1998         | ISBN 4-09-124874-8      | 18 gennaio 2006  | ISBN 4-09-120300-0     |
| 3           | 18 settembre 1999     | ISBN 4-09-124875-6     | 18 ottobre 1999         | ISBN 4-09-124876-4      | 17 febbraio 2006 | ISBN 4-09-120306-X     |
| 4           | 18 settembre 2000     | ISBN 4-09-124877-2     | 18 ottobre 2000         | ISBN 4-09-124878-0      | 17 febbraio 2006 | ISBN 4-09-120307-8     |
| 5           | 17 novembre 2001      | ISBN 4-09-124879-9     | 18 dicembre 2001        | ISBN 4-09-124880-2      | 17 marzo 2006    | ISBN 4-09-120309-4     |
| 6           | 18 ottobre 2002       | ISBN 4-09-126851-X     | 18 novembre 2002        | ISBN 4-09-126852-8      | 17 marzo 2006    | ISBN 4-09-120310-8     |
| 7           | 18 novembre 2003      | ISBN 4-09-127751-9     | 18 dicembre 2003        | ISBN 4-09-127752-7      | 15 aprile 2006   | ISBN 4-09-120518-6     |
| 8           | 18 novembre 2004      | ISBN 4-09-127753-5     | 17 dicembre 2004        | ISBN 4-09-127754-3      | 15 aprile 2006   | ISBN 4-09-120515-1     |
| 9           | 18 novembre 2005      | ISBN 4-09-120024-9     | 15 dicembre 2005        | ISBN 4-09-120025-7      | 18 aprile 2008   | ISBN 978-4-09-121424-9 |
| 10          | 18 novembre 2006      | ISBN 4-09-120808-8     | 18 dicembre 2006        | ISBN 4-09-120809-6      | 17 aprile 2009   | ISBN 978-4-09-121648-9 |
| 11          | 16 novembre 2007      | ISBN 978-4-09-121194-1 | 15 dicembre 2007        | ISBN 978-4-09-121195-8  | 16 aprile 2010   | ISBN 978-4-09-122253-4 |
| 12          | 18 novembre 2008      | ISBN 978-4-09-121475-1 | 18 dicembre 2008        | ISBN 978-4-09-121476-8  | 15 aprile 2011   | ISBN 978-4-09-123025-6 |
| 13          | 18 novembre 2009      | ISBN 978-4-09-122057-8 | 18 dicembre 2009        | ISBN 978-4-09-122058-5  | 12 aprile 2012   | ISBN 978-4-09-123615-9 |
| 14          | 18 novembre 2010      | ISBN 978-4-09-122574-0 | 17 dicembre 2010        | ISBN 978-4-09-122575-7  | 18 aprile 2013   | ISBN 978-4-09-124275-4 |
| 15          | 18 novembre 2011      | ISBN 978-4-09-122574-0 | 14 dicembre 2011        | ISBN 978-4-09-122575-7  | 18 marzo 2014    | ISBN 978-4-09-124616-5 |
| 16          | 16 novembre 2012      | ISBN 978-4-09-124106-1 | 18 dicembre 2012        | ISBN 978-4-09-124107-8  | -                | -                      |
| 17          | 18 novembre 2013      | ISBN 978-4-09-124537-3 | 18 novembre 2013        | ISBN 978-4-09-124538-0  | -                | -                      |

### Manga tratti dai film
Dal 2012 vengono prodotte anche delle serie manga tratte dai film, disegnate da Yutaka Abe e Denjirō Maru, disegnatori anche di alcuni volumi di Detective Conan Special Cases, e pubblicate dalla Shogakukan sulla rivista Shōnen Sunday Super e poi in tankōbon. Finora sono state tratte due serie di tre volumi rispettivamente dal terzo e dal tredicesimo film, una serie raccolta in un volume unico dal primo film, una serie di due volumi dal film crossover Lupin Terzo vs Detective Conan e un'altra serie di due volumi dal diciottesimo film. È in pubblicazione anche una serie tratta dal quinto film. Hanno tutte lo stesso titolo del film da cui sono tratte.
|                   |                   | Terzo film             | Tredicesimo film       | Primo film             | Crossover              | Diciottesimo film      | Quinto film     | Settimo film   |
| ----------------- | ----------------- | ---------------------- | ---------------------- | ---------------------- | ---------------------- | ---------------------- | --------------- | -------------- |
| Inizio su rivista | Inizio su rivista | 25 gennaio 2012        | 25 gennaio 2013        | 25 aprile 2014         | 25 agosto 2014         | 25 maggio 2015         | 25 gennaio 2016 | settembre 2016 |
| Fine su rivista   | Fine su rivista   | 24 dicembre 2012       | 24 marzo 2014          | 25 luglio 2014         | 25 aprile 2015         | 25 dicembre 2015       | in corso        | in corso       |
| Tankōbon          |                   |                        |                        |                        |                        |                        |                 |                |
| 1                 | Data d'uscita     | 18 giugno 2012         | 18 giugno 2013         | 18 agosto 2014         | 18 marzo 2015          | 16 ottobre 2015        | -               | -              |
| 1                 | ISBN              | ISBN 978-4-09-123709-5 | ISBN 978-4-09-124327-0 | ISBN 978-4-09-125089-6 | ISBN 978-4-09-125700-0 | ISBN 978-4-09-126473-2 |                 | -              |
| 2                 | Data d'uscita     | 18 settembre 2012      | 17 gennaio 2014        | -                      | 18 maggio 2015         | 18 febbraio 2016       | -               | -              |
| 2                 | ISBN              | ISBN 978-4-09-123866-5 | ISBN 978-4-09-124557-1 | -                      | ISBN 978-4-09-125835-9 | ISBN 978-4-09-126816-7 |                 | -              |
| 3                 | Data d'uscita     | 18 febbraio 2013       | 18 aprile 2014         | -                      | -                      | -                      | -               | -              |
| 3                 | ISBN              | ISBN 978-4-09-124029-3 | ISBN 978-4-09-124622-6 | -                      | -                      | -                      |                 | -              |

### Annotazioni
1. ↑  Classifica dei film giapponesi per incasso in patria nell'anno di uscita.
2. ↑  L'uscita del film era prevista per il 17 aprile 2020, ma fu rimandata a causa della pandemia di Covid-19.
3. ↑  La serie non è stata pubblicata da agosto a ottobre 2013 per poter pubblicare la breve serie tratta dal crossover televisivo Lupin III vs Detective Conan.

### Fonti
1. ↑   Lucky Red, Lupin III VS Detective Conan - Evento Speciale AL CINEMA 10 e 11 febbraio, su YouTube, 15 gennaio 2015. URL consultato il 17 gennaio 2015.
2. 1 2   Tutte le voci italiane di Lupin VS Conan, su lupinvsconan.it. URL consultato il 26 gennaio 2024 (archiviato dall'url originale il 3 febbraio 2015).
3. ↑   San Marino Anime Festival 7-9/12 I film di Madoka e molto altro, su animeclick.it, 16 ottobre 2012. URL consultato il 16 ottobre 2012. Si noti che il fatto che la proiezione sia in lingua originale con sottotitoli in italiano è annunciato fra i commenti dall'autore della notizia.
4. ↑   San Marino Anime Festival: online il programma delle proiezioni, su animeclick.it, 19 ottobre 2012. URL consultato il 19 ottobre 2012.
5. 1 2   Lupin III vs. Detective Conan: The Movie, su wajapanfilmfest.it. URL consultato il 1º maggio 2014 (archiviato dall'url originale il 2 maggio 2014).
6. 1 2   Risposta ad una richiesta di informazioni sulla proiezione da parte di Wa! Japan Film Festival, su twitter.com, 30 aprile 2014. URL consultato il 1º maggio 2014.
7. ↑   Proiezioni – ALFEST, su alfest.it. URL consultato il 26 settembre 2024.
8. ↑  (JA) Detective Conan - Il grattacielo a orologeria, su allcinema.net. URL consultato l'11 febbraio 2014.
9. ↑  (EN) Box office / business per Detective Conan: Fino alla fine del tempo, su imdb.com. URL consultato l'11 febbraio 2014.
10. ↑  (JA) Film con il maggior incasso nel 1997, su eiren.org. URL consultato il 26 aprile 2014.
11. ↑  (JA) Detective Conan - Il quattordicesimo bersaglio, su allcinema.net. URL consultato l'11 febbraio 2014.
12. ↑  (JA) Film con il maggior incasso nel 1998, su eiren.org. URL consultato il 13 maggio 2008.
13. ↑  (JA) Detective Conan - Il mago di fine secolo, su allcinema.net. URL consultato il 25 settembre 2010.
14. ↑  (JA) Film con il maggior incasso nel 1999, su eiren.org. URL consultato il 13 maggio 2008.
15. ↑  (JA) Detective Conan - L'assassino negli occhi, su allcinema.net. URL consultato il 25 settembre 2010.
16. ↑  (JA) Film con il maggior incasso nel 2000, su eiren.org. URL consultato il 13 maggio 2008.
17. ↑  (JA) Detective Conan - Conto alla rovescia verso il Paradiso, su allcinema.net. URL consultato il 25 settembre 2010.
18. ↑  (JA) Film con il maggior incasso nel 2001, su eiren.org. URL consultato il 13 maggio 2008.
19. ↑  (JA) Detective Conan - Il fantasma di Baker Street, su allcinema.net. URL consultato il 25 settembre 2010.
20. ↑  (JA) Film con il maggior incasso nel 2002, su eiren.org. URL consultato il 13 maggio 2008.
21. ↑  (JA) Detective Conan - L'incrocio del labirinto, su allcinema.net. URL consultato il 25 settembre 2010.
22. ↑  (JA) Film con il maggior incasso nel 2003, su eiren.org. URL consultato il 13 maggio 2008 (archiviato dall'url originale il 15 dicembre 2009).
23. ↑  (JA) Detective Conan - Il mago dalle ali d'argento, su allcinema.net. URL consultato il 25 settembre 2010.
24. ↑  (JA) Film con il maggior incasso nel 2004, su eiren.org. URL consultato il 13 maggio 2008.
25. ↑  (JA) Detective Conan - La strategia sul pelo dell'acqua, su allcinema.net. URL consultato il 25 settembre 2010.
26. ↑  (JA) Film con il maggior incasso nel 2005, su eiren.org. URL consultato il 13 maggio 2008.
27. ↑  (JA) Detective Conan - Il requiem dei detective, su toho.co.jp. URL consultato il 25 settembre 2010 (archiviato dall'url originale il 19 maggio 2008).
28. ↑  (JA) Film con il maggior incasso nel 2006, su eiren.org. URL consultato il 15 dicembre 2009.
29. ↑  (JA) Detective Conan - Il Jolly Roger nel profondo azzurro, su toho.co.jp. URL consultato il 25 settembre 2010 (archiviato dall'url originale il 18 maggio 2008).
30. ↑  (JA) Film con il maggior incasso nel 2007, su eiren.org. URL consultato l'8 marzo 2014.
31. ↑  (JA) Detective Conan - Lo spartito del brivido, su toho.co.jp. URL consultato il 25 settembre 2010 (archiviato dall'url originale il 9 giugno 2008).
32. ↑  (EN) Classifica dei film di produzione nazionale del 2008 al botteghino giapponese, su animenewsnetwork.com, 29 gennaio 2009. URL consultato il 27 febbraio 2009.
33. ↑   Lupin "visita" la riviera per un'anteprima nazionale, su riminitoday.it, Citynews, 15 luglio 2016. URL consultato il 10 febbraio 2018.
34. ↑  (JA) Detective Conan - L'inseguitore corvino, su toho.co.jp. URL consultato il 25 settembre 2010 (archiviato dall'url originale il 25 settembre 2010).
35. ↑  (EN) Migliori film al botteghino - 2009, su eiren.org. URL consultato il 21 marzo 2014.
36. ↑  (JA) Detective Conan - La nave perduta nel cielo, su toho.co.jp. URL consultato il 25 settembre 2010 (archiviato dall'url originale il 25 settembre 2010).
37. ↑  (EN) Migliori film al botteghino - 2010, su eiren.org. URL consultato il 30 marzo 2014.
38. ↑   Detective Conan 15 ~ Quarter of Silence: teaser e nuove indiscrezioni, su animeclick.it, 6 dicembre 2010. URL consultato il 2 aprile 2014.
39. ↑  (EN) Migliori film al botteghino - 2011, su eiren.org. URL consultato il 2 aprile 2014.
40. ↑  (EN) Il sedicesimo film anime di Detective Conan uscirà in aprile, su animenewsnetwork.com, 18 novembre 2011. URL consultato il 18 novembre 2011.
41. ↑  (EN) Migliori film al botteghino - 2012, su eiren.org. URL consultato il 7 aprile 2014.
42. ↑   Zekkai no Private Eye - Il 17° film di Detective Conan, su animeclick.it, 16 novembre 2012. URL consultato il 9 dicembre 2012.
43. ↑  (EN) Migliori film al botteghino - 2013, su eiren.org. URL consultato il 19 aprile 2014.
44. ↑   Lupin III vs. Detective Conan The Movie: on-line il nuovo video promozionale, su mangaforever.net, 13 luglio 2013. URL consultato il 6 ottobre 2013 (archiviato dall'url originale il 12 giugno 2017).
45. 1 2  (JA) Migliori film al botteghino - 2014 (PDF), su eiren.org. URL consultato il 19 aprile 2014.
46. ↑   Ijigen no sniper - Il 18° film di Detective Conan, su animeclick.it, 30 novembre 2013, aggiornato il 13 marzo 2014.
47. ↑  (EN) 19th Detective Conan Movie Opens in April with Kaito Kid, su animenewsnetwork.com, 1º dicembre 2014. URL consultato il 3 dicembre 2014.
48. ↑  (EN) Migliori film al botteghino - 2015, su eiren.org. URL consultato il 1º gennaio 2016.
49. ↑  (EN) Migliori film al botteghino - 2016, su eiren.org. URL consultato il 1º gennaio 2017.
50. ↑  (EN) Migliori film al botteghino - 2017, su eiren.org. URL consultato il 1º gennaio 2018.
51. ↑  (EN) Migliori film al botteghino - 2018, su eiren.org. URL consultato il 31 gennaio 2024.
52. ↑  (EN) Miglior film al botteghino - 2019, su eiren.org. URL consultato il 12 aprile 2021.
53. ↑  (EN) Migliori film al botteghino - 2021, su eiren.org. URL consultato il 1º gennaio 2022.
54. ↑  (EN) Migliori film al botteghino - 2022, su eiren.org. URL consultato il 1º gennaio 2023.
55. ↑  (EN) Migliori film al botteghino - 2023, su eiren.org. URL consultato il 31 gennaio 2024.
56. ↑  (EN) Migliori film al botteghino - 2024, su eiren.org. URL consultato il 31 gennaio 2025.
57. ↑  (JA) Videocassetta - Detective Conan - Il grattacielo a orologeria, su conan.aga-search.com. URL consultato l'11 febbraio 2014.
58. ↑  (JA) Film - Detective Conan - Il grattacielo a orologeria (DVD), su shogakukan.co.jp. URL consultato il 3 aprile 2014.
59. ↑  (JA) Film - Detective Conan - Il grattacielo a orologeria [DVD], su amazon.co.jp. URL consultato il 3 aprile 2014.
60. ↑  (JA) Film - Detective Conan - Il grattacielo a orologeria (Blu-ray Disc), su amazon.co.jp. URL consultato il 3 aprile 2014.
61. ↑  (JA) Videocassetta - Detective Conan - Il quattordicesimo bersaglio, su conan.aga-search.com. URL consultato l'11 febbraio 2014.
62. ↑  (JA) Film - Detective Conan - Il quattordicesimo bersaglio (DVD), su shogakukan.co.jp. URL consultato il 3 aprile 2014.
63. ↑  (JA) Film - Detective Conan - Il quattordicesimo bersaglio [DVD], su amazon.co.jp. URL consultato il 3 aprile 2014.
64. ↑  (JA) Film - Detective Conan - Il quattordicesimo bersaglio (Blu-ray Disc), su amazon.co.jp. URL consultato il 3 aprile 2014.
65. ↑  (JA) Videocassetta - Detective Conan - Il mago di fine secolo, su conan.aga-search.com. URL consultato il 13 febbraio 2014.
66. ↑  (JA) Film - Detective Conan - Il mago di fine secolo (DVD), su shogakukan.co.jp. URL consultato il 3 aprile 2014.
67. ↑  (JA) Film - Detective Conan - Il mago di fine secolo [DVD], su amazon.co.jp. URL consultato il 3 aprile 2014.
68. ↑  (JA) Film - Detective Conan - Il mago di fine secolo [Blu-ray], su amazon.co.jp. URL consultato il 3 aprile 2014.
69. ↑  (JA) Videocassetta - Detective Conan - L'assassino negli occhi, su conan.aga-search.com. URL consultato il 13 febbraio 2014.
70. ↑  (JA) Film - Detective Conan - L'assassino negli occhi (DVD), su shogakukan.co.jp. URL consultato il 3 aprile 2014.
71. ↑  (JA) Film - Detective Conan - L'assassino negli occhi [DVD], su amazon.co.jp. URL consultato il 3 aprile 2014.
72. ↑  (JA) Film - Detective Conan - L'assassino negli occhi (Blu-ray Disc), su amazon.co.jp. URL consultato il 3 aprile 2014.
73. ↑  (JA) Videocassetta - Detective Conan - Conto alla rovescia verso il Paradiso, su conan.aga-search.com. URL consultato il 15 febbraio 2014.
74. ↑  (JA) Film - Detective Conan - Conto alla rovescia verso il Paradiso (DVD), su shogakukan.co.jp. URL consultato il 3 aprile 2014.
75. ↑  (JA) Film - Detective Conan - Conto alla rovescia verso il Paradiso [DVD], su amazon.co.jp. URL consultato il 3 aprile 2014.
76. ↑  (JA) Film - Detective Conan - Conto alla rovescia verso il Paradiso (Blu-ray Disc), su amazon.co.jp. URL consultato il 3 aprile 2014.
77. ↑  (JA) Detective Conan - Il fantasma di Baker Street [VHS], su amazon.co.jp. URL consultato il 3 aprile 2014.
78. ↑  (JA) Detective Conan - Il fantasma di Baker Street [DVD], su amazon.co.jp. URL consultato il 3 aprile 2014.
79. ↑  (JA) Film - Detective Conan - Il fantasma di Baker Street [DVD], su amazon.co.jp. URL consultato il 3 aprile 2014.
80. ↑  (JA) Film - Detective Conan - Il fantasma di Baker Street (Blu-ray Disc), su amazon.co.jp. URL consultato il 3 aprile 2014.
81. ↑  (JA) Detective Conan - L'incrocio del labirinto [VHS], su amazon.co.jp. URL consultato il 3 aprile 2014.
82. ↑  (JA) Detective Conan - L'incrocio del labirinto [DVD], su amazon.co.jp. URL consultato il 3 aprile 2014.
83. ↑  (JA) Film - Detective Conan - L'incrocio del labirinto [DVD], su amazon.co.jp. URL consultato il 3 aprile 2014.
84. ↑  (JA) Film - Detective Conan - L'incrocio del labirinto (Blu-ray), su amazon.co.jp. URL consultato il 3 aprile 2014.
85. ↑  (JA) Videocassetta - Detective Conan - Il mago dalle ali d'argento, su conan.aga-search.com. URL consultato il 22 febbraio 2014.
86. ↑  (JA) Detective Conan - Il mago dalle ali d'argento [DVD], su amazon.co.jp. URL consultato il 3 aprile 2014.
87. ↑  (JA) Film - Detective Conan - Il mago dalle ali d'argento [DVD], su amazon.co.jp. URL consultato il 3 aprile 2014.
88. ↑  (JA) Film - Detective Conan - Il mago dalle ali d'argento (Blu-ray), su amazon.co.jp. URL consultato il 3 aprile 2014.
89. ↑  (JA) Detective Conan - La strategia sul pelo dell'acqua [DVD], su amazon.co.jp. URL consultato il 3 aprile 2014.
90. ↑  (JA) Film - Detective Conan - La strategia sul pelo dell'acqua [DVD], su amazon.co.jp. URL consultato il 3 aprile 2014.
91. ↑  (JA) Film - Detective Conan - La strategia sul pelo dell'acqua (Blu-ray Disc), su amazon.co.jp. URL consultato il 3 aprile 2014.
92. ↑  (JA) DVD del film - Detective Conan - Il requiem dei detective (disco standard), su amazon.co.jp. URL consultato il 3 aprile 2014.
93. ↑  (JA) Detective Conan - Il requiem dei detective (disco limitato alla prima tiratura) [DVD], su amazon.co.jp. URL consultato il 3 aprile 2014.
94. ↑  (JA) Film - Detective Conan - Il requiem dei detective [DVD], su amazon.co.jp. URL consultato il 3 aprile 2014.
95. ↑  (JA) Film - Detective Conan - Il requiem dei detective (Blu-ray Disc), su amazon.co.jp. URL consultato il 3 aprile 2014.
96. ↑  (JA) Film - Detective Conan - Il Jolly Roger nel profondo azzurro [DVD], su amazon.co.jp. URL consultato il 3 aprile 2014.
97. ↑  (JA) Film - Detective Conan - Il Jolly Roger nel profondo azzurro (Blu-ray Disc), su amazon.co.jp. URL consultato il 3 aprile 2014.
98. ↑  (JA) Film - Detective Conan - Lo spartito del brivido [DVD], su amazon.co.jp. URL consultato il 4 aprile 2014.
99. ↑  (JA) Film - Detective Conan - Lo spartito del brivido - Special Edition [DVD], su amazon.co.jp. URL consultato il 4 aprile 2014.
100. ↑  (JA) Film - Detective Conan - Lo spartito del brivido (Blu-ray Disc), su amazon.co.jp. URL consultato il 4 aprile 2014.
101. ↑  (JA) Film - Detective Conan - L'inseguitore corvino - Standard Edition [DVD], su amazon.co.jp. URL consultato il 5 aprile 2014.
102. ↑  (JA) Film - Detective Conan - L'inseguitore corvino - Special Edition [DVD], su amazon.co.jp. URL consultato il 5 aprile 2014.
103. ↑  (JA) Film - Detective Conan - L'inseguitore corvino [Blu-ray], su amazon.co.jp. URL consultato il 5 aprile 2014.
104. 1 2  (JA) Film - Detective Conan - La nave perduta nel cielo, su beinggiza.com. URL consultato il 5 aprile 2014 (archiviato dall'url originale il 13 novembre 2010).
105. ↑  (JA) Film - Detective Conan - Il quarto d'ora di silenzio - Standard Edition (disco normale) (DVD), su amazon.co.jp. URL consultato il 5 aprile 2014.
106. ↑  (JA) Film - Detective Conan - Il quarto d'ora di silenzio - Special Edition (disco limitato alla prima tiratura) [DVD], su amazon.co.jp. URL consultato il 5 aprile 2014.
107. ↑  (JA) Film - Detective Conan - Il quarto d'ora di silenzio - Standard Edition (disco normale) (Blu-ray Disc), su amazon.co.jp. URL consultato il 5 aprile 2014.
108. ↑  (JA) Film - Detective Conan - Il quarto d'ora di silenzio - Special Edition (disco limitato alla prima tiratura) (Blu-ray Disc), su amazon.co.jp. URL consultato il 5 aprile 2014.
109. ↑  (JA) Film - Detective Conan - L'undicesimo attaccante - Standard Edition [DVD], su amazon.co.jp. URL consultato il 9 aprile 2014.
110. ↑  (JA) Film - Detective Conan - L'undicesimo attaccante - Special Edition (disco limitato alla prima tiratura) [DVD], su amazon.co.jp. URL consultato il 9 aprile 2014.
111. ↑  (JA) Film - Detective Conan - L'undicesimo attaccante - Standard Edition [Blu-ray], su amazon.co.jp. URL consultato il 9 aprile 2014.
112. ↑  (JA) Film - Detective Conan - L'undicesimo attaccante - Special Edition (disco limitato alla prima tiratura) [Blu-ray] (2012), su amazon.co.jp. URL consultato il 9 aprile 2014.
113. ↑  (JA) Film - Detective Conan - L'investigatore privato nel distante mare - Standard Edition [DVD], su amazon.co.jp. URL consultato il 20 aprile 2014.
114. ↑  (JA) Film - Detective Conan - L'investigatore privato nel distante mare - Special Edition (disco limitato alla prima tiratura) [DVD], su amazon.co.jp. URL consultato il 20 aprile 2014.
115. ↑  (JA) Film - Detective Conan - L'investigatore privato nel distante mare - Standard Edition [Blu-ray], su amazon.co.jp. URL consultato il 20 aprile 2014.
116. ↑  (JA) Film - Detective Conan - L'investigatore privato nel distante mare - Special Edition (disco limitato alla prima tiratura) [Blu-ray], su amazon.co.jp. URL consultato il 20 aprile 2014.
117. ↑  (JA) Rupan Sansei VS Meitantei Conan - The Movie - DVD edizione deluxe, su vap.co.jp. URL consultato il 24 aprile 2014 (archiviato dall'url originale il 13 novembre 2018).
118. ↑  (JA) Rupan Sansei VS Meitantei Conan - The Movie - DVD edizione normale, su vap.co.jp. URL consultato il 24 aprile 2014 (archiviato dall'url originale il 13 novembre 2018).
119. ↑  (JA) Rupan Sansei VS Meitantei Conan - The Movie - Blu-ray, su vap.co.jp. URL consultato il 24 aprile 2014 (archiviato dall'url originale il 13 novembre 2018).
120. ↑  (JA) Rupan Sansei VS Meitantei Conan - The Movie [Blu-ray], su amazon.co.jp. URL consultato il 24 aprile 2014.
121. ↑   Detective Conan - L'Undicesimo Attaccante (DVD), su amazon.it. URL consultato il 4 novembre 2013.
122. ↑   Detective Conan - L'Undicesimo Attaccante (Blu-ray Disc), su amazon.it. URL consultato il 4 novembre 2013.
123. ↑  (JA) Detective Conan - Il film - Il grattacielo a orologeria - Prima parte, su skygarden.shogakukan.co.jp. URL consultato il 21 febbraio 2010 (archiviato dall'url originale l'8 dicembre 2012).
124. ↑  (JA) Detective Conan - Il film - Il grattacielo a orologeria - Seconda parte, su skygarden.shogakukan.co.jp. URL consultato il 21 febbraio 2010 (archiviato dall'url originale l'8 dicembre 2012).
125. ↑  (JA) Detective Conan - Il film - Il grattacielo a orologeria, su skygarden.shogakukan.co.jp. URL consultato l'11 febbraio 2014 (archiviato dall'url originale il 2 aprile 2020).
126. ↑  (JA) Detective Conan - Il film - Il quattordicesimo bersaglio - Prima parte, su skygarden.shogakukan.co.jp. URL consultato il 21 febbraio 2010 (archiviato dall'url originale il 9 dicembre 2012).
127. ↑  (JA) Detective Conan - Il film - Il quattordicesimo bersaglio - Seconda parte, su skygarden.shogakukan.co.jp. URL consultato il 21 febbraio 2010 (archiviato dall'url originale il 18 dicembre 2012).
128. ↑  (JA) Detective Conan - Il film - Il quattordicesimo bersaglio, su skygarden.shogakukan.co.jp. URL consultato l'11 febbraio 2014 (archiviato dall'url originale il 2 aprile 2020).
129. ↑  (JA) Detective Conan - Il film - Il mago di fine secolo - Prima parte, su skygarden.shogakukan.co.jp. URL consultato il 21 febbraio 2010 (archiviato dall'url originale il 9 dicembre 2012).
130. ↑  (JA) Detective Conan - Il film - Il mago di fine secolo - Seconda parte, su skygarden.shogakukan.co.jp. URL consultato il 21 febbraio 2010 (archiviato dall'url originale l'8 dicembre 2012).
131. ↑  (JA) Detective Conan - Il film - Il mago di fine secolo, su skygarden.shogakukan.co.jp. URL consultato il 13 febbraio 2014 (archiviato dall'url originale il 2 aprile 2020).
132. ↑  (JA) Detective Conan - Il film - L'assassino negli occhi - Prima parte, su skygarden.shogakukan.co.jp. URL consultato il 21 febbraio 2010 (archiviato dall'url originale l'8 dicembre 2012).
133. ↑  (JA) Detective Conan - Il film - L'assassino negli occhi - Seconda parte, su skygarden.shogakukan.co.jp. URL consultato il 21 febbraio 2010 (archiviato dall'url originale il 19 dicembre 2012).
134. ↑  (JA) Detective Conan - Il film - L'assassino negli occhi, su skygarden.shogakukan.co.jp. URL consultato il 13 febbraio 2014 (archiviato dall'url originale il 2 aprile 2020).
135. ↑  (JA) Detective Conan - Il film - Conto alla rovescia verso il Paradiso - Prima parte, su skygarden.shogakukan.co.jp. URL consultato il 21 febbraio 2010 (archiviato dall'url originale il 9 dicembre 2012).
136. ↑  (JA) Detective Conan - Il film - Conto alla rovescia verso il Paradiso - Seconda parte, su skygarden.shogakukan.co.jp. URL consultato il 21 febbraio 2010 (archiviato dall'url originale l'8 dicembre 2012).
137. ↑  (JA) Detective Conan - Il film - Conto alla rovescia verso il Paradiso, su skygarden.shogakukan.co.jp. URL consultato il 15 febbraio 2014 (archiviato dall'url originale il 2 aprile 2020).
138. ↑  (JA) Detective Conan - Il film - Il fantasma di Baker Street - Prima parte, su skygarden.shogakukan.co.jp. URL consultato il 21 febbraio 2010 (archiviato dall'url originale il 9 dicembre 2012).
139. ↑  (JA) Detective Conan - Il film - Il fantasma di Baker Street - Seconda parte, su skygarden.shogakukan.co.jp. URL consultato il 21 febbraio 2010 (archiviato dall'url originale il 9 dicembre 2012).
140. ↑  (JA) Detective Conan - Il film - Il fantasma di Baker Street, su skygarden.shogakukan.co.jp. URL consultato il 15 febbraio 2014 (archiviato dall'url originale il 10 marzo 2020).
141. ↑  (JA) Detective Conan - Il film - L'incrocio del labirinto - Prima parte, su skygarden.shogakukan.co.jp. URL consultato il 21 febbraio 2010 (archiviato dall'url originale il 9 dicembre 2012).
142. ↑  (JA) Detective Conan - Il film - L'incrocio del labirinto - Seconda parte, su skygarden.shogakukan.co.jp. URL consultato il 21 febbraio 2010 (archiviato dall'url originale il 19 dicembre 2012).
143. ↑  (JA) Detective Conan - Il film - L'incrocio del labirinto, su skygarden.shogakukan.co.jp. URL consultato il 21 febbraio 2014 (archiviato dall'url originale il 2 aprile 2020).
144. ↑  (JA) Detective Conan - Il film - Il mago delle ali d'argento - Prima parte, su skygarden.shogakukan.co.jp. URL consultato il 21 febbraio 2010 (archiviato dall'url originale il 9 dicembre 2012).
145. ↑  (JA) Detective Conan - Il film - Il mago delle ali d'argento - Seconda parte, su skygarden.shogakukan.co.jp. URL consultato il 21 febbraio 2010 (archiviato dall'url originale il 19 dicembre 2012).
146. ↑  (JA) Detective Conan - Il film - Il mago dalle ali d'argento, su skygarden.shogakukan.co.jp. URL consultato il 22 febbraio 2014 (archiviato dall'url originale il 2 aprile 2020).
147. ↑  (JA) Detective Conan - Il film - La strategia sul pelo dell'acqua - Prima parte, su skygarden.shogakukan.co.jp. URL consultato il 21 febbraio 2010 (archiviato dall'url originale il 9 dicembre 2012).
148. ↑  (JA) Detective Conan - Il film - La strategia sul pelo dell'acqua - Seconda parte, su skygarden.shogakukan.co.jp. URL consultato il 21 febbraio 2010 (archiviato dall'url originale il 19 dicembre 2012).
149. ↑  (JA) Detective Conan - Il film - La strategia sul pelo dell'acqua, su skygarden.shogakukan.co.jp. URL consultato il 27 febbraio 2014 (archiviato dall'url originale il 2 aprile 2020).
150. ↑  (JA) Detective Conan - Il film - Il requiem dei detective - Prima parte, su skygarden.shogakukan.co.jp. URL consultato il 21 febbraio 2010 (archiviato dall'url originale il 9 dicembre 2012).
151. ↑  (JA) Detective Conan - Il film - Il requiem dei detective - Seconda parte, su skygarden.shogakukan.co.jp. URL consultato il 21 febbraio 2010 (archiviato dall'url originale il 19 dicembre 2012).
152. ↑  (JA) Detective Conan - Il film - Il requiem dei detective, su skygarden.shogakukan.co.jp. URL consultato il 6 marzo 2014 (archiviato dall'url originale il 2 aprile 2020).
153. ↑  (JA) Detective Conan - Il Jolly Roger nel profondo azzurro - Anime comic del film - Prima parte, su skygarden.shogakukan.co.jp. URL consultato il 21 febbraio 2010 (archiviato dall'url originale il 9 dicembre 2012).
154. ↑  (JA) Detective Conan - Il Jolly Roger nel profondo azzurro - Anime comic del film - Seconda parte, su skygarden.shogakukan.co.jp. URL consultato il 21 febbraio 2010 (archiviato dall'url originale l'8 dicembre 2012).
155. ↑  (JA) Detective Conan - Il film - Il Jolly Roger nel profondo azzurro, su skygarden.shogakukan.co.jp. URL consultato l'8 marzo 2014 (archiviato dall'url originale il 2 aprile 2020).
156. ↑  (JA) Detective Conan - Lo spartito del brivido - Anime comic del film - Prima parte, su skygarden.shogakukan.co.jp. URL consultato il 21 febbraio 2010 (archiviato dall'url originale il 9 dicembre 2012).
157. ↑  (JA) Detective Conan - Lo spartito del brivido - Anime comic del film - Seconda parte, su skygarden.shogakukan.co.jp. URL consultato il 21 febbraio 2010 (archiviato dall'url originale il 19 dicembre 2012).
158. ↑  (JA) Detective Conan - Il film - Lo spartito del brivido, su skygarden.shogakukan.co.jp. URL consultato il 17 marzo 2014 (archiviato dall'url originale il 2 aprile 2020).
159. ↑  (JA) Detective Conan - L'inseguitore corvino - Anime comic del film - Prima parte, su skygarden.shogakukan.co.jp. URL consultato il 21 febbraio 2010 (archiviato dall'url originale il 9 dicembre 2012).
160. ↑  (JA) Detective Conan - L'inseguitore corvino - Anime comic del film - Seconda parte, su skygarden.shogakukan.co.jp. URL consultato il 21 febbraio 2010 (archiviato dall'url originale il 9 dicembre 2012).
161. ↑  (JA) Detective Conan - Il film - L'inseguitore corvino, su skygarden.shogakukan.co.jp. URL consultato il 22 marzo 2014 (archiviato dall'url originale il 2 aprile 2020).
162. ↑  (JA) Detective Conan - La nave perduta nel cielo - Anime comic del film - Prima parte, su skygarden.shogakukan.co.jp. URL consultato il 28 novembre 2010 (archiviato dall'url originale il 19 dicembre 2012).
163. ↑  (JA) Detective Conan - La nave perduta nel cielo - Anime comic del film - Seconda parte, su skygarden.shogakukan.co.jp. URL consultato il 2 gennaio 2011 (archiviato dall'url originale il 9 dicembre 2012).
164. ↑  (JA) Detective Conan - Il film - La nave perduta nel cielo, su skygarden.shogakukan.co.jp. URL consultato il 30 marzo 2014 (archiviato dall'url originale il 2 aprile 2020).
165. ↑  (JA) Detective Conan - Il quarto d'ora di silenzio - Anime comic del film - Prima parte, su skygarden.shogakukan.co.jp. URL consultato il 15 dicembre 2011 (archiviato dall'url originale il 18 dicembre 2012).
166. ↑  (JA) Detective Conan - Il quarto d'ora di silenzio - Anime comic del film - Seconda parte, su skygarden.shogakukan.co.jp. URL consultato il 15 dicembre 2011 (archiviato dall'url originale il 9 dicembre 2012).
167. ↑  (JA) Detective Conan - Il film - Il quarto d'ora di silenzio, su skygarden.shogakukan.co.jp. URL consultato il 2 aprile 2014 (archiviato dall'url originale il 2 aprile 2020).
168. ↑  (JA) Detective Conan - L'undicesimo attaccante - Anime comic del film - Prima parte, su skygarden.shogakukan.co.jp. URL consultato il 9 aprile 2014 (archiviato dall'url originale il 2 aprile 2020).
169. ↑  (JA) Detective Conan - L'undicesimo attaccante - Anime comic del film - Seconda parte, su skygarden.shogakukan.co.jp. URL consultato il 9 aprile 2014 (archiviato dall'url originale il 2 aprile 2020).
170. ↑  (JA) Detective Conan - L'investigatore privato nel distante mare - Anime comic del film - Prima parte, su skygarden.shogakukan.co.jp. URL consultato il 20 aprile 2014 (archiviato dall'url originale il 2 aprile 2020).
171. ↑  (JA) Detective Conan - L'investigatore privato nel distante mare - Anime comic del film - Seconda parte, su skygarden.shogakukan.co.jp. URL consultato il 20 aprile 2014 (archiviato dall'url originale il 2 aprile 2020).
172. ↑  (EN) Lancio di nuove serie manga di Hayate, Conan e Gundam AGE, su animenewsnetwork.com, 23 dicembre 2011. URL consultato il 22 marzo 2014. La fonte riporta erroneamente che il manga sarebbe stato di tre capitoli, ma invece è formato da tre volumi contenenti più capitoli.
173. 1 2  (ES) Nuovo manga di Detective Conan, su misiontokyo.com, 25 gennaio 2013. URL consultato il 3 febbraio 2013 (archiviato dall'url originale il 6 aprile 2013).
174. ↑  (JA) Shōnen Sunday S (Super) - Numero di giugno, su shogakukan.co.jp. URL consultato il 27 aprile 2014 (archiviato dall'url originale il 10 dicembre 2014).
175. 1 2  (JA) Shōnen Sunday S (Super) - Numero di ottobre, su shogakukan.co.jp. URL consultato il 4 dicembre 2014 (archiviato dall'url originale il 4 dicembre 2014).
176. ↑  (JA) Shōnen Sunday S (Super) - Numero di luglio, su shogakukan.co.jp. URL consultato il 20 settembre 2015 (archiviato dall'url originale il 30 gennaio 2016).
177. ↑  (JA) Shōnen Sunday S (Super) - Numero di marzo, su shogakukan.co.jp. URL consultato il 27 maggio 2016.
178. ↑  (JA) Shōnen Sunday S (Super), febbraio 2013 / numero 1 [rivista], su amazon.co.jp. URL consultato il 20 settembre 2015.
179. ↑  (JA) Copertina del numero 1 di febbraio 2013 della rivista Shōnen Sunday Super, su amazon.co.jp. URL consultato il 20 settembre 2015.
180. ↑  (JA) Shōnen Sunday S (Super) - Numero di maggio, su shogakukan.co.jp. URL consultato il 27 aprile 2014 (archiviato dall'url originale il 30 aprile 2014).
181. ↑  (JA) Shōnen Sunday S (Super) - Numero di settembre, su shogakukan.co.jp. URL consultato il 27 aprile 2014 (archiviato dall'url originale il 30 aprile 2014).
182. ↑  (JA) Shōnen Sunday S (Super) - Numero di ottobre, su shogakukan.co.jp. URL consultato il 27 aprile 2014 (archiviato dall'url originale il 30 aprile 2014).
183. ↑  (JA) Shōnen Sunday S (Super) - Numero di novembre, su shogakukan.co.jp. URL consultato il 27 aprile 2014 (archiviato dall'url originale il 30 aprile 2014).
184. ↑  (JA) Shōnen Sunday S (Super) - Numero di dicembre, su shogakukan.co.jp. URL consultato il 27 aprile 2014 (archiviato dall'url originale il 30 aprile 2014).
185. ↑  (JA) Shōnen Sunday S (Super) - Numero di gennaio, su shogakukan.co.jp. URL consultato il 27 aprile 2014 (archiviato dall'url originale il 30 aprile 2014).
186. ↑  (JA) Shōnen Sunday S (Super) - Numero di settembre, su shogakukan.co.jp. URL consultato il 4 dicembre 2014 (archiviato dall'url originale il 4 dicembre 2014).
187. ↑  (JA) Shōnen Sunday S (Super) - Numero di giugno, su shogakukan.co.jp. URL consultato il 20 settembre 2015 (archiviato dall'url originale il 30 gennaio 2016).
188. ↑  (JA) Shōnen Sunday S (Super) - Numero di febbraio, su shogakukan.co.jp. URL consultato il 27 maggio 2016.
189. ↑  (JA) Detective Conan - Il mago di fine secolo 1, su shogakukan.co.jp. URL consultato l'8 aprile 2013.
190. ↑  (JA) Detective Conan - L'inseguitore corvino 1, su skygarden.shogakukan.co.jp. URL consultato il 22 marzo 2014 (archiviato dall'url originale il 2 aprile 2020).
191. ↑  (JA) Detective Conan - Il grattacielo a orologeria, su sol-comics.shogakukan.co.jp. URL consultato il 4 dicembre 2014 (archiviato dall'url originale il 29 ottobre 2014).
192. ↑  (JA) Lupin III VS Detective Conan - The Movie 1, su sol-comics.shogakukan.co.jp. URL consultato il 20 settembre 2015 (archiviato dall'url originale il 24 marzo 2015).
193. ↑  (JA) Detective Conan - Il cecchino da un'altra dimensione 1, su sol-comics.shogakukan.co.jp. URL consultato il 27 maggio 2016 (archiviato dall'url originale il 24 settembre 2017).
194. ↑  (JA) Detective Conan - Il mago di fine secolo 2, su shogakukan.co.jp. URL consultato l'8 aprile 2013.
195. ↑  (JA) Detective Conan - L'inseguitore corvino 2, su skygarden.shogakukan.co.jp. URL consultato il 22 marzo 2014 (archiviato dall'url originale il 2 aprile 2020).
196. ↑  (JA) Lupin III VS Detective Conan - The Movie 2, su sol-comics.shogakukan.co.jp. URL consultato il 20 settembre 2015 (archiviato dall'url originale il 20 maggio 2015).
197. ↑  (JA) Detective Conan - Il cecchino da un'altra dimensione 2, su sol-comics.shogakukan.co.jp. URL consultato il 27 maggio 2016 (archiviato dall'url originale il 24 settembre 2017).
198. ↑  (JA) Detective Conan - Il mago di fine secolo 3, su shogakukan.co.jp. URL consultato l'8 aprile 2013.
199. ↑  (JA) Detective Conan - L'inseguitore corvino 3, su skygarden.shogakukan.co.jp. URL consultato il 27 aprile 2014 (archiviato dall'url originale il 2 aprile 2020).